# Aldrichetta forsteri
Aldrichetta forsteri, es una especie de pez actinopeterigio de agua dulce y marino, la única del género monotípico Aldrichetta de la familia de los mugílidos.

## Nombres comunes
"Yellow-eye mullet" (salmonete de ojos amarillos); "Aua", "Kātaha", "Mokohiti" (nombres maoríes).

## Biología
Forma cardumen en los bajíos. Son omnívoros, alimentándose principalmente de detritos bentónicos, algas y pequeños invertebrados.

## Distribución y hábitat
Se distribuye por el suroeste del océano Pacífico, tanto en aguas marinas como en ríos de Nueva Zelanda, islas Chatham, Australia y Tasmania. Son peces de agua dulce migradores de tipo catádromo, viven en el río y descienden al mar en época de apareamiento. Se encuentra sobre fondos arenosos y fangosos de aguas costeras, bahías, estuarios, y puede ascender ríos a aguas dulces. Los adultos habitan los lagos costeros salobres.